# 圣尼古拉堂 (阿伯丁)

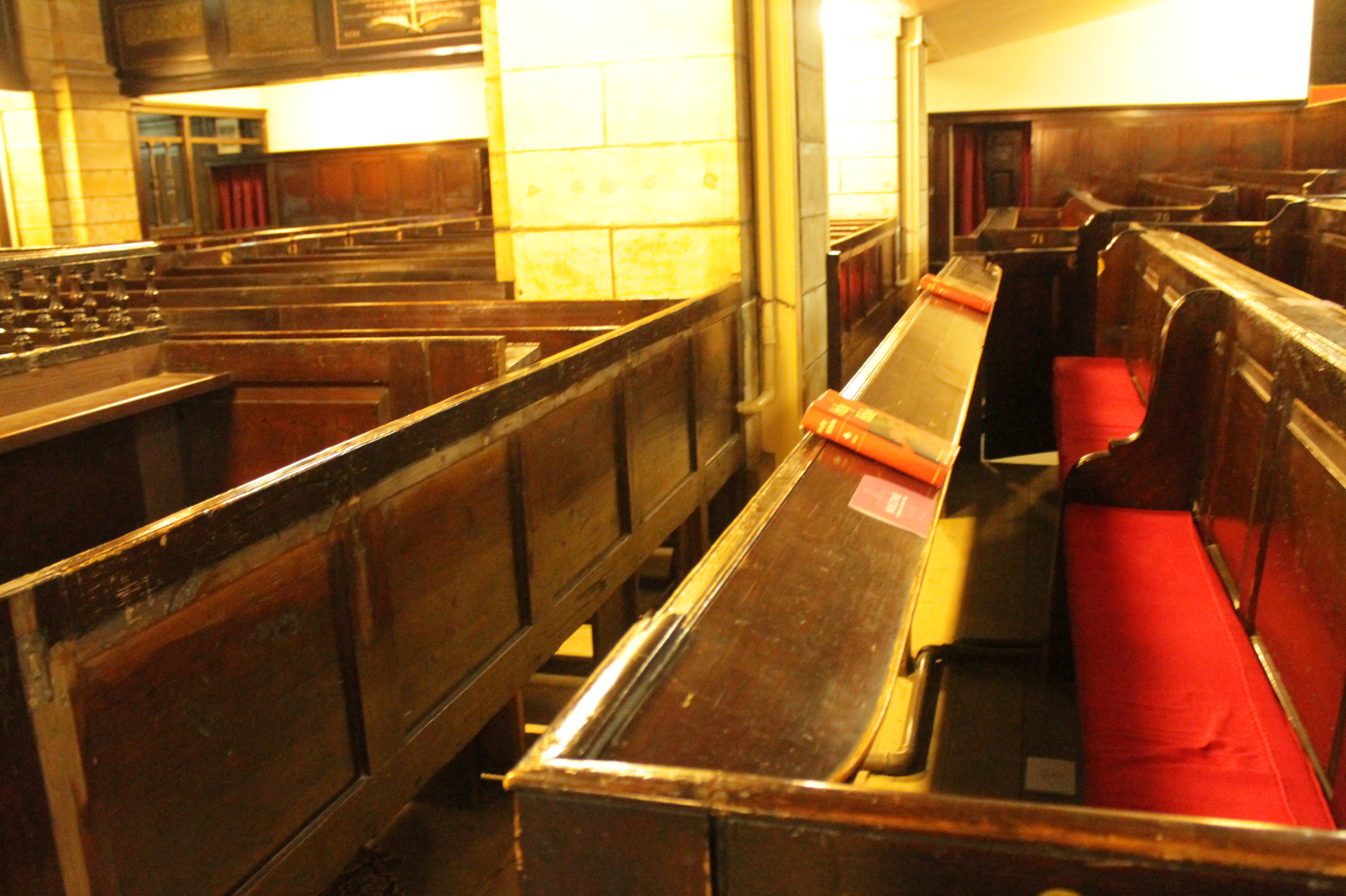

圣尼古拉堂（Kirk of St Nicholas）是一座历史悠久的教堂，位于苏格兰阿伯丁市中心。2020年12月31日堂会解散前，称为“圣尼古拉联合教堂”（Kirk of St Nicholas Uniting）。 它也被称为该市的母堂（The Mither Kirk）。截至2021年1月1日，该建筑由苏格兰教会总会照管和维护。
教堂内部为深色橡木。

## 历史
在1151年的一份教皇文件中，最早提到了现在的教堂。 由于阿伯丁靠近大海，圣尼古拉被选为阿伯丁的主保圣人，因为他的奇迹是在风暴中拯救水手。
教堂于15世纪扩建，1498年由埃尔芬斯通主教祝圣。圣尼古拉教堂和邓迪圣玛丽亚堂可能是中世纪苏格兰最大的堂区教堂。在教堂扩建500周年纪念时，在教堂正门处安装了一个特殊的彩色玻璃窗。
教堂有两条走道：鼓楼走道（Drum Aisle）和科利森走道（Collison Aisle），将两个会众分开，形成12世纪圣尼古拉堂的耳堂，并保留这一时期的建筑细节。鼓楼走道是鼓楼城堡的古代墓地。西教堂建于1751年至1755年之间，由詹姆斯·吉布斯设计，意大利风格，修建在中世纪中殿的旧址上。东教堂建于1834年，哥特复兴风格，修建在唱诗班席的原址上。1874年，一场大火摧毁了东教堂和中央塔楼，其铅包木尖顶和九口精美的钟，其中一个称为劳伦斯；口部直径为4英尺（1.2米）；3.5英尺（1.1米）高，非常厚。教堂重建后，在中间的过道上竖立了一座巨大的花岗岩塔，在比利时铸造了一座由36口钟组成的新钟琴，以纪念1887年的维多利亚女王金禧庆典；因为这些钟不太好，1950年，代之以48口钟，由Gillett&Johnston制造，现在它是不列颠群岛最大的钟琴之一。
该建筑包括一个屋顶下的两个教堂，现在只有一个在使用。在相当程度的衰败之后，老中殿在1742年左右倒塌。重建的教堂，称为西教堂（West Kirk），1755年由詹姆斯·吉布斯修建，仍然用于定期的崇拜。另一部分– 东教堂（East Kirk）– 尽管仍然完整，保留了中世纪木制屋顶，类似于老阿伯丁国王学院教堂，于1837年由阿奇博尔德·辛普森重建。1874年火灾后再次重建。东教堂目前正在进行大规模的翻修和考古工作。这一重要遗址的丰富发现，包括教堂早期阶段的基础、许多中世纪墓葬和大量建筑碎片。
尽管在过去，教堂的结构发生了许多变化，但圣尼古拉教堂保留了比任何其他苏格兰堂区教堂都多的中世纪肖像，尽管这些肖像都不在原来的位置。外部经过了翻新，但内部保留了中世纪的拱顶。许多中世纪晚期和17世纪的木制品保存在地下室中。
原圣尼古拉堂会现已并入圣马可堂会，也是由伊恩·默里牧师牧养。

## 墓地

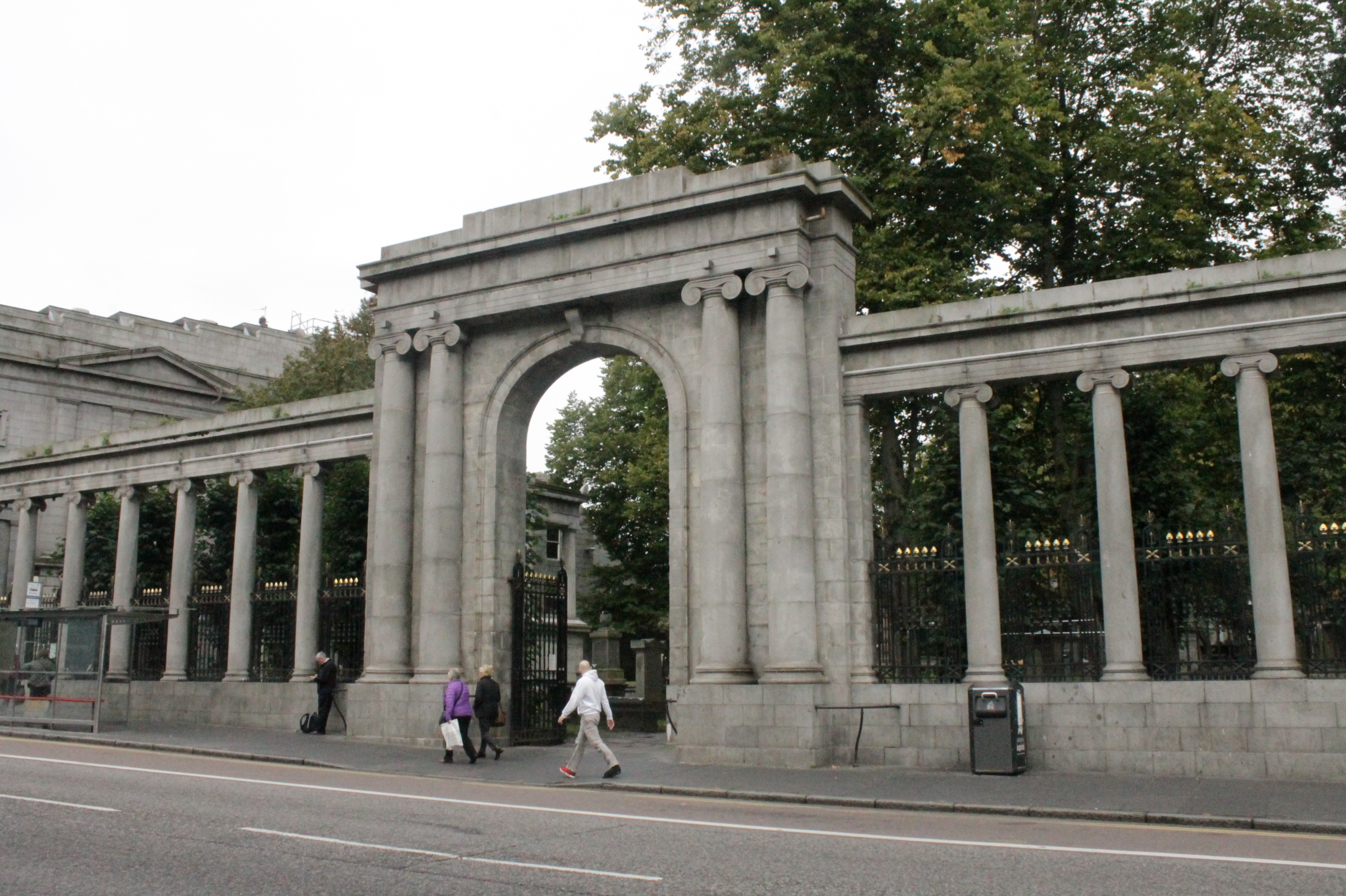

墓地围绕着教堂的北、南、西三面。西侧和南侧非常拥挤。这里并.不遵循苏格兰墓碑的标准模式（通常面向东方）。
靠近教堂的南侧，一些墓碑现在成了道路和停车场的一部分，这在苏格兰通常是看不到的。最早的墓碑可追溯到17世纪中期。
在19世纪，联合街的边界重建为非常正式的乔治亚柱廊。

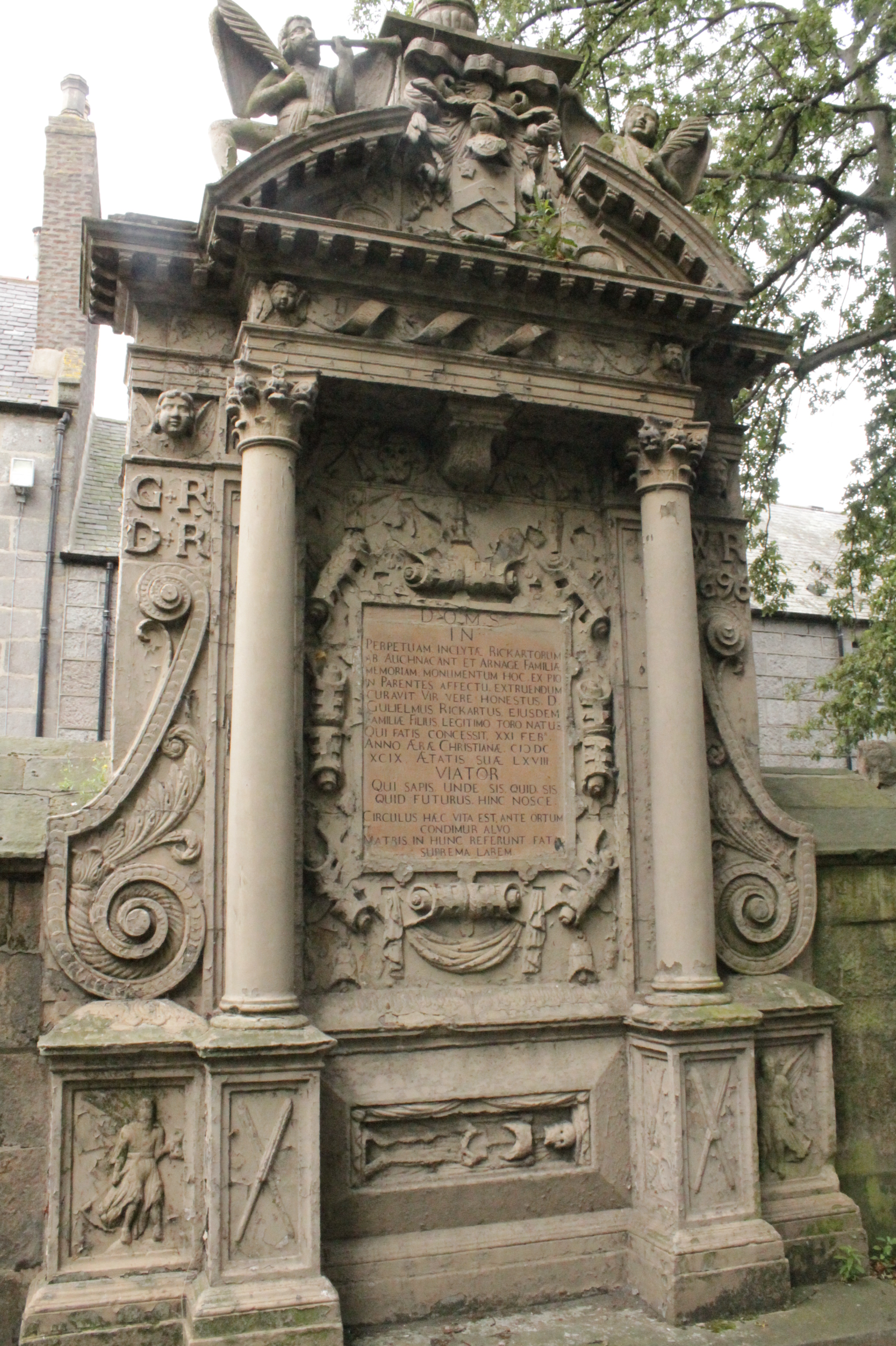